# Bothenheilingen
Bothenheilingen est une ancienne commune allemande de l'arrondissement d'Unstrut-Hainich, Land de Thuringe.

## Géographie
Bothenheilingen se situe sur les Heilinger Höhen, au nord-est du bassin de Thuringe.
| Korner       |                 | Schlotheim      |
|              | Bothenheilingen | Issersheilingen |
| Altengottern | Bad Langensalza | Neunheilingen   |

## Histoire
Bothenheilingen est mentionné pour la première fois en 1142.

## Source de la traduction
- (de) Cet article est partiellement ou en totalité issu de l’article de Wikipédia en allemand intitulé « Bothenheilingen » (voir la liste des auteurs).